# نیو بریج (اورگن)
نیو بریج (به انگلیسی: New Bridge) یک منطقهٔ مسکونی در ایالات متحده آمریکا است که در اورگن واقع شده‌است. نیو بریج ۷۲۲٫۰۸ متر بالاتر از سطح دریا واقع شده‌است.